# Bremer Schützen- und Volksfest zu Oberneuland

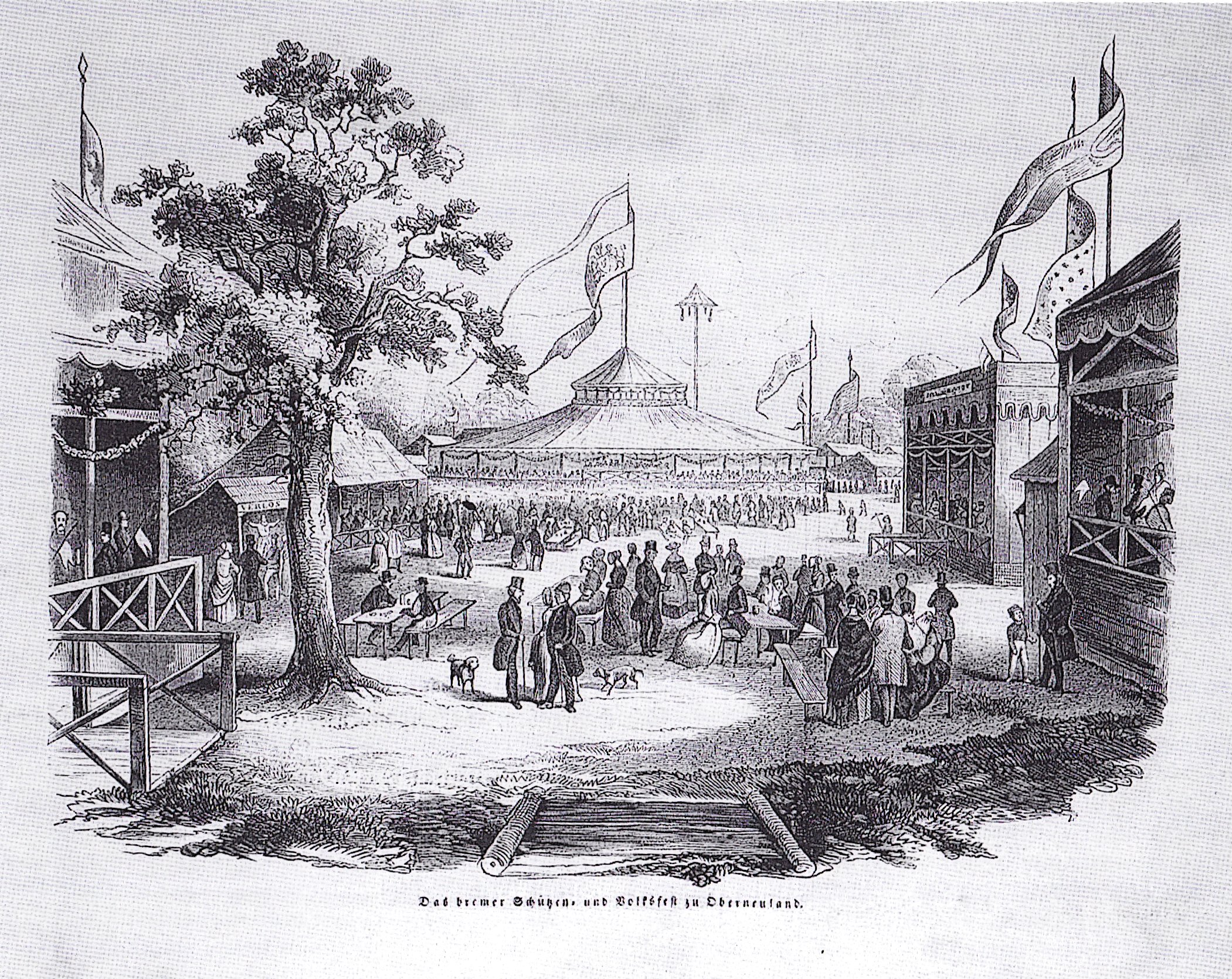
Das Bremer Schützen- und Volksfest zu Oberneuland (1846, Holzstich-Illustration in der Illustrirten Zeitung).

Das Bremer Schützen- und Volksfest zu Oberneuland wurde im Jahr 1846 von dem drei Jahre zuvor gegründeten Bremer Schützenverein veranstaltet und fand in der Nähe von Bremen in der damals noch selbstständigen Landgemeinde Oberneuland statt. Es war das erste Schützenfest in Bremen und erregte auch überregional Aufsehen. Die zugleich als Volksfest angekündigte Veranstaltung stieß indes auf Kritik und wurde nur einmal, 1847, in der gleichen Form und am selben Ort wiederholt.

## Geschichte

### Veranstalter, Lage des Festplatzes

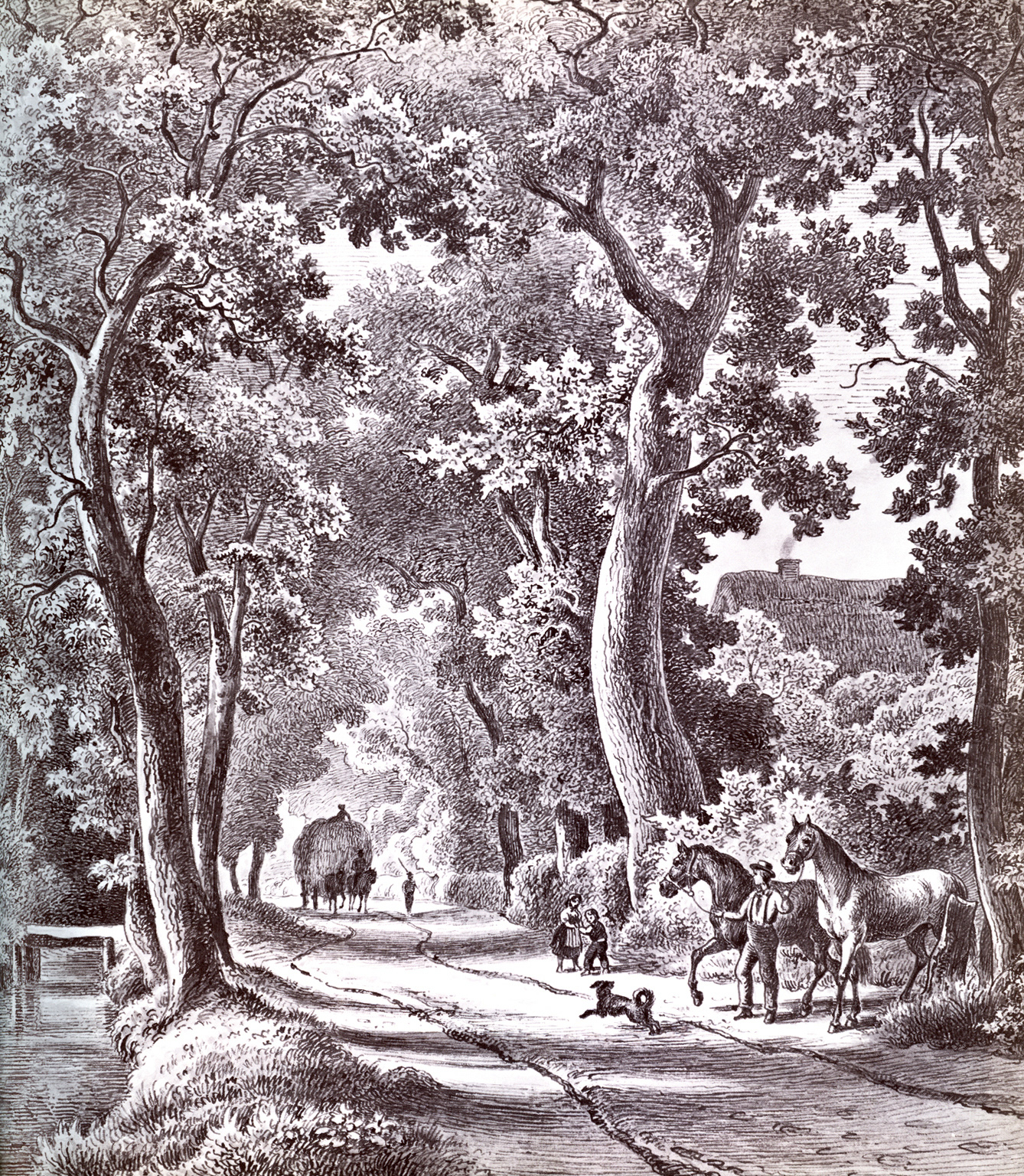
Oberneulander Straße (1850, Lithografie von Johann Georg Walte).

Das Bremer Schützen- und Volksfest zu Oberneuland wurde in der Zeit vom 14. bis zum 16. Juni 1846 vom Bremer Schützenverein durchgeführt, der 1843 gegründet worden war und damals sein Vereinsdomizil in der Hakenburg vor dem Bremer Hohentor hatte. Schon im Jahr 1835 hatten am Schießsport Interessierte aus Bremen in der damals noch selbstständigen Gemeinde Woltmershausen (seit 1902 zu Bremen gehörig) eine Schießbahn errichtet; den Namen Bremer Schützenverein gab die Vereinigung sich gemäß Angaben der Vereinschronik spätestens im Jahr 1840.
Der nahezu 2 Hektar große Festplatz des ersten Bremer Schützenfestes lag außerhalb des damaligen Bremer Stadtgebietes in der bremischen Landgemeinde Oberneuland (seit 1921/23 bzw. 1945 zu Bremen gehörig) auf dem Hohen Kamp, der sich an der Oberneulander Straße (heute Oberneulander Landstraße) hinter dem damals vielbesuchten Ausflugslokal „Jürgens’ Holz“ befand. Die Entfernung von der Bremer Stadtmitte bis zum Festplatz betrug etwa 10 Kilometer. Die Schießstände waren vom eigentlichen Festplatz durch einen eigens angelegten Wassergraben abgetrennt, der Zugang erfolgte über einen Holzsteg. Mitten auf dem Hohen Kamp stand damals ein einzelner Eichbaum, der dort noch um 1913 zu sehen war.

### Ordnungsmaßnahmen
Der für die bremische Landgemeinde Oberneuland zuständige Landherr am rechten Weserufer erließ eine Woche vor dem Fest, am 7. Juni 1848, gesonderte Polizeiliche Vorschriften wegen des Schützenfestes zu Oberneuland, um die „nöthige Ordnung aufrechtzuerhalten“. Die Verordnung enthielt unter anderem Regelungen für den (Kutschen-)Verkehr zum und vom Festplatz, eine Beschränkung von „Buden und Schenk- oder sonstigen Verkaufstischen“ auf den Festplatz selbst sowie Regularien für die private Bewirtung von solchen Gästen, die in den Privathäusern der Einwohner logierten. Außerdem wurden „alle Arten von Hazardspielen streng verboten“.

### Vergnügungsangebote und Festgeschehen
Auf dem viereckigen Festplatz befanden sich folgende Fest- und Restaurationszelte sowie Buden und andere Vergnügungseinrichtungen (siehe Bild in der Einleitung):

Die riesige „Wimpelflagge“ des Hauptzeltes trug das Bremer Schlüsselwappen.

Mittig stand das mit Wimpeln und Girlanden geschmückte Hauptzelt, das in Form einer großen Rotunde ausgebildet war und strahlenförmig aufgestellte Tische sowie in der Mitte ein erhöhtes Podest für das Orchester enthielt. Von der Baldachinspitze wehte die als riesiger Wimpel gestaltete Bremische Flagge mit dem von zwei Löwen gehaltenen Schlüsselwappen. Das Zelt gehörte Christian Friedrich Thielebeule, der in Bremen einen Restaurationsbetrieb mit Weinschenke im „Wall-Pavillon“, Am Wall 83B, führte.
Im Hauptzelt, an dessen insgesamt 20 Tischen jeweils 50 Personen Platz fanden, konnten 1.000 Gäste gleichzeitig zu Mittag essen. Am ersten und dritten Festtag wurden dort während der „Table d’hôte“ (gemeinschaftliche Tafel) Trinksprüche „auf die Stadt Bremen, den Senat, den Landherren, den Schützenverein, den Festausschuss, die Fremden, die Frauen und Jungfrauen ausgebracht, während man draußen aus Böllern Freudenschüsse abfeuerte“.
Die drei Zelte auf der „linken Seite des Platzes“ (siehe Bild) waren von vorn nach hinten: 1) das Restaurationszelt von Ludwig Friedrich Papenhausen, der in der Bremer Innenstadt am Ansgarikirchhof 1 das Lokal „Erholung“ betrieb, 2) eine kleine Losbude und 3) das Zelt des Fabrikanten Heinrich Wilhelm Engelhardt, dessen Zigarrenfabrik sich in der Vorstadt in der Nähe des Stephanitors befand; hier konnten die Festbesucher Erfrischungen zu sich nehmen.
Auf der „rechten Seite“, ebenfalls von vorn nach hinten, befanden sich: 1) das Tanzzelt mit Restauration, das tagsüber als „schattiger Kursaal“ diente, von Johann Heinrich Stüren, der im Hause Contrescarpe 85 eine Kaffee- und Weinschenke betrieb, und 2) das für besonders prächtig gehaltene Zelt der Schweizer Konditoren Nicolaus Stehely und Johann Friedrich Josty, die 1844 im Hause Domshof 12 das erste Bremer Café eröffnet hatten und dort die Konditorei Stehely & Josty betrieben. Am ersten Abend des Festes wurde in Stürens Tanzzelt „von 20.30 bis 7 Uhr in der Frühe getanzt“.
Hinter dem Rundzelt war eine hohe Kletterstange aufgestellt und an ihrer Spitze ein waagerechter Kranz aufgehängt worden, an dem als Preise unter anderem eine silberne Uhr, ein Regenschirm und seidene Tücher befestigt waren. Die Stange selbst war in ganzer Länge mit Seife eingeschmiert worden. Am zweiten Festtag glückte es als erstem einem Soldaten, die rutschige Stange zu erklimmen und an die Preise zu gelangen; er konnte die Uhr und ein Seidentuch herunterholen. In der Nähe der Kletterstange gab es noch weitere Volksbelustigungen, die vor allem für die Jugend gedacht waren, wie zum Beispiel „Sacklaufen, Walzenlaufen, Hahnenschlag (es galt, mit verbundenen Augen einen Topf zu zerschlagen; ein darunter steckender Hahn war der Preis) und das Auflecken von in einer Schicht Sirup verborgenen Münzen“.

### Zugangsregelungen

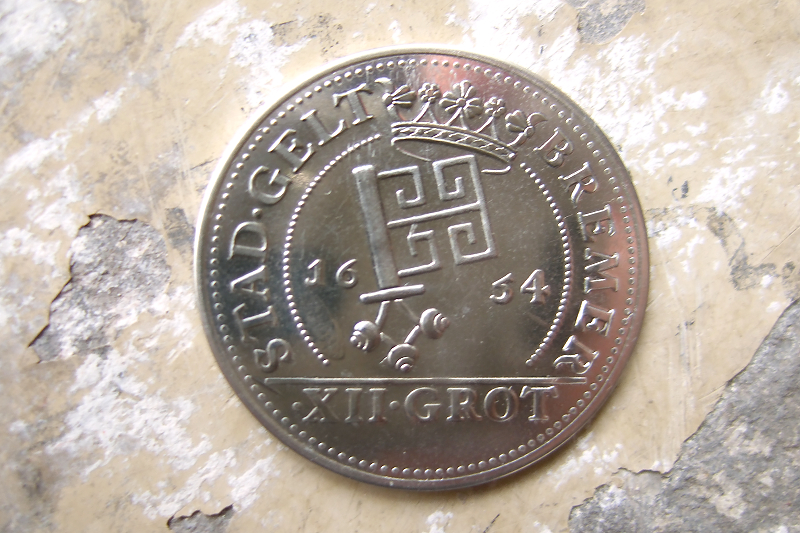
Nachbildung eines Bremer Groten mit dem Schlüsselwappen.

Der Zugang zum Festplatz und den dortigen Einrichtungen war streng reglementiert. Frauen und Kinder hatten nur in männlicher Begleitung Zutritt. Für sie wurde kein Eintrittsgeld entrichtet; dies galt ebenso für Kutscher und andere Dienerschaft im Livree, diese durften jedoch die Speise- und Tanzzelte nur zur Bedienung ihrer Herrschaft betreten.
Bei den sonstigen Eintrittsbedingungen wurde hauptsächlich unterschieden zwischen solchen Besuchern, die 48 Grote, und solchen, die nur 24 Grote pro Tag bezahlten. Die letzteren, die durch ein gelbes Bandzeichen ausgewiesen wurden, hatten keinen Zutritt zu den Speise- und Tanzzelten. Zum Ausgleich hatten die Veranstalter für sie eine Scheune, die in der Nähe des Eingangs stand, als Tanzlokal hergerichtet.

## Öffentliche Wahrnehmung und Kritik
Neben verschiedenen Zeitungen und Journalen aus Bremen und Umgebung brachte die in Leipzig erscheinende Illustrirte Zeitung einen ausführlichen Bericht über das Fest, der mit Holzstich-Bildern illustriert war, darunter auch eine Gesamtansicht des Festplatzes. Diese Berichte und Illustrationen sowie Akten im Staatsarchiv Bremen vermitteln heute einen detaillierten Eindruck vom damaligen Festgeschehen.
Das erste Bremer Schützenfest von 1846 galt, neben den Schützenfesten in Oldenburg im gleichen Jahr und in Berlin im Jahr 1847, unter den Hunderten „ächter Volksfeste“, die damals jährlich von größeren oder kleineren Vereinigungen des deutschen Schützengildewesens veranstaltet und gefeiert wurden, als „besonders großartig“.
Auf Kritik stießen jedoch die das „gemeine Volk“ diskriminierenden Eintrittsbedingungen sowie die vor allem von Minderbemittelten nicht leicht zu überwindende große Entfernung des Festplatzes von der Stadt Bremen und die hohen Preise für Erfrischungen und Verzehr. Sie trugen dem Fest den Vorwurf ein, dass „es nicht, wie vom Schützenverein behauptet, ein Volksfest sei“. Es wurde dann auch nur einmal, im Folgejahr, in gleicher Form und selbenorts wiederholt.
Der Bremer Schützenverein von 1843 richtete später und – mit kriegsbedingten Unterbrechungen – bis in die Neuzeit regelmäßig (anders gehaltene) Schützenfeste in Bremen aus.